# بخش مرکزی شهرستان سرآب
بخش مرکزی شهرستان سرآب یکی از بخش‌های تابعه شهرستان سرآب در استان آذربایجان شرقی در شمال غربی ایران است.

## تقسیمات کشوری
- بخش مرکزی شهرستان سرآب
  - دهستان ابرغان
  - دهستان آغمیون
  - دهستان حومه
  - دهستان رازلیق
  - دهستان صائین
  - دهستان ملایعقوب

شهرها: سرآب

## جمعیت
بنابر سرشماری مرکز آمار ایران، جمعیت بخش مرکزی شهرستان سرآب در سال ۱۳۸۵ برابر با ۱۰۲٫۶۰۳ نفر بوده است.